# Société belge d’étude des phénomènes spatiaux
SOBEPS ist ein Akronym für Société belge d’étude des phénomènes spatiaux (Belgische Gesellschaft für die Erforschung von Weltraum-Phänomenen).
Es war eine UFO Erforschungsgruppe, bekannt geworden durch die Nachforschungen zur belgischen UFO-Welle in den Jahren 1989 und 1990.
Die Gesellschaft wurde 1971 gegründet und hatte 700 registrierte Mitglieder bis zum Ende des Jahres.
Die Büros befanden sich in den Räumlichkeiten des Generalsekretärs Lucien Clerebaut.
Die Haupttätigkeit 1972 war die Herausgabe des Magazins Inforespace. 1976 wuchs die Mitgliederzahl auf 1750 an und Clerebaut kaufte für die Gesellschaft ein Gebäude in Anderlecht. Danach fing die Mitgliederzahl zu sinken an; bis auf 500 Mitglieder im Jahr 1985. Inforespace erschien ab da nur noch 2-mal statt wie vorher 6-mal pro Jahr. Im November 1989, nach der belgischen UFO-Welle, erreichten unzählige Zeugenberichte die SOBEPS. Die Gesellschaft begann mit den belgischen Luftstreitkräften im April 1990 zur erfolglosen UFO-Jagd zusammenzuarbeiten. Aufgrund finanzieller Schwierigkeiten löste sich SOBEPS am 31. Dezember 2007, und COPEBS (Comité Belge pour l’Étude des Phénomènes Spatiaux oder Belgisches Komitee für die Erforschung von Weltraum-Phänomenen ) auf.

## Bücher
- Des soucoupes volantes aux OVNI (1976), eine Zusammenstellung von Artikeln aus
- La Chronique des OVNI (1977), die Geschichte der UFO-Sichtungen vor 1947 von Michel Bougard
- Vague d’OVNI sur la Belgique (zwei Bücher, 1991 and 1994), ein Katalog der Sichtungen während der belgischen UFO-Welle von 1989 und 1990

## Kritik an SOBEPS
- Leclet, R., Maillot, E., Munsch, G., Scornaux, J. & van Utrecht, W. The Belgian UFO Wave of 1989–1992 – A Neglected Hypothesis. Abgerufen am 9. Januar 2010.
- Abrassart, J-M (2010). The Beginning of the Belgian UFO wave. SUNLite, vol. 2, num. 6, p. 21–23.